# Medesano
Medesano é uma comuna italiana da região da Emília-Romanha, província de Parma, com cerca de 9.117 habitantes. Estende-se por uma área de 88 km², tendo uma densidade populacional de 104 hab/km². Faz fronteira com Collecchio, Fidenza, Fornovo di Taro, Noceto, Pellegrino Parmense, Salsomaggiore Terme, Varano de' Melegari.

## Demografia
| Variação demográfica do município entre 1861 e 2011                               |
|                                                                                   |
| Fonte: Istituto Nazionale di Statistica (ISTAT) - Elaboração gráfica da Wikipedia |